# باي بينغ
باي بينغ (بالصينية: 白冰) هو بيروقراطي صيني، ولد في 1 أكتوبر 1968 في Jinta County ‏ في الصين.